# Jordão de Ariano
Jordão de Ariano(morto em 12 de agosto de 1127), conde de  Ariano  (a partir de 1102). Ele havia sido um conde sem grande relevância (dos chamados barões menores) de Apúlia, durante o reinado do duque Guilherme II da Apúlia e Calábria. Filho Eriberto e Altrude de Buonalbergo, ele sucedeu ao pai no condado de Ariano.
Em 1114, ele e Roberto I, conde de Aversa e príncipe de Cápua tomam Benevento, mas aceitam a paz proposta pelo arcebispo arcebispo Landolfo II..
Em 1121, ele se rebelou contra o Guilherme II, chegando em Nusco com uma tropa de cavaleiros que, aos insultos, ameaçavam o duque. Segundo os registros do principal historiador daquele período e região Falco de Benevento, ele utilizava expressões tais como : “Eu vou fazer uma roupa justa pra você.” Ele e seus seguidores em seguida saquearam todo o distrito. Guilherme  então pediu ajuda ao poderoso Rogério II da Sicília que exigiu, como pagamento de sua ajuda,  todo do ducado da Calabria e metade dos ducados de Palermo e Messina. Então Rogério atravessando a região, subjugou o condadode Ariano.
Quando Jordão morreu (em 1127), seu filho foi colocado sob a suserania de seu vizinho, o conde Ranolfo II de Alife